# Radek Rubeš
Radek Rubeš (* 29. Juli 1971 in Chrudim) ist ein tschechischer Diplomat, der unter anderem zwischen 2017 und 2021 Botschafter in Sambia war und seit 2022 Staatssekretär im Außenministerium ist.

## Leben
Radek Rubeš begann nach dem Schulbesuch ein Studium an der Pädagogischen Hochschule Hradec Králové und schloss dieses 1994 mit einem Magister ab. 1999 trat er ins Außenministerium (Ministerstvo zahraničních) ein und absolvierte im Rahmen seiner Ausbildung an der Diplomatenakademie von Februar bis Juni 2000 einen Ausbildungsabschnitt an der Botschaft in Indien. Er war zwischen Januar 2001 und September 2006 Leiter der Konsularabteilung an der Botschaft in Ägypten und daraufhin im Außenministerium von September 2006 bis März 2007 Referent in der Abteilung Asien und Pazifikraum, ehe er zwischen März 2007 und Juni 2008 als Migrationskoordinator des Außenministeriums fungierte. Er war von Juni 2008 bis Juli 2012 als stellvertretender Chef der Mission Ständiger Vertreter des Botschafters in Südafrika sowie daraufhin zwischen September 2012 und Dezember 2016 Leiter des Vertretungsbüros in den Palästinensischen Autonomiegebieten in Ramallah.
Im April 2017 wurde Rubeš außerordentlicher und bevollmächtigter Botschafter in Sambia und verblieb auf diesem Posten bis August 2021, woraufhin er nach seiner Rückkehr zwischen August 2021 und August 2022 als Direktor der Abteilung Staatssekretariat und öffentlicher Dienst des Außenministeriums fungierte. Am 1. September 2022 wurde er zum Staatssekretär (Státní tajemník) im Außenministerium ernannt.
Aus der Ehe von Rubeš, der auch Englisch und Russisch spricht, mit Jana Rubešová gingen die Kinder Emma, Jan und Stella hervor.